# Солонці (Кременчуцький район)
Солонці́ — село в Україні, у Горішньоплавнівській міській громаді Кременчуцького району Полтавської області. Населення становить 147 осіб.

## Географія
Село Солонці знаходиться на відстані 0,5 км від села Кияшки. Місцевість навколо села сильно заболочена. Поруч проходить автомобільна дорога М22 (E584).

## Історія
З давніх часів місцевість була заселена людьми. Біля села виявлена - стоянка «Комсомольська» – пізній мезоліт (кін. VI – поч. V тис. до н.е.) (археол.). Знаходиться за 0,8 км на південний схід від села, поряд із групою курганів ІІ, на схід від тракторної бригади колишньої агрофірми «Відродження», на схилі розораного мису третьої тераси лівого берега р. Псел, із абсолютною висотою 72,2 м, що здіймається над заплавою на 5,0-5,5 м (схема на с. 100).
Відкрита В.В.Лямкіним і О.Б.Супруненком навесні 2003 р., обстежувалася у 2005-2006 рр. ними та І.М.Кулатовою, К.М.Мироненком, О.В.Сидоренком. Культурні залишки у вигляді уламків та цілих виробів з кременю, фрагментів кісток тварин займають схилову частину мису, переважно звернену до південно-східного його боку, захищеного від переважаючих узимку північнозахідних холодних вітрів. Більшість виробів із кременю, виявлених на схилі, починаючи від південної поли найбільшого кургану групи ІІ, зібрані на розорюваній поверхні, на рівнях від 1,2 до 3,5 м вище заплави. Знахідки траплялися на площі близько 0,8 га (70 х 150 м). Шурфуванням встановлене залягання культурних нашарувань у похованому грунті – сірожовтому супіску, з рештками життєдіяльності дрібних тварин, що лежить на глибині 0,7-0,9 м. 
Всього виявлено понад 130 виробів із кременю, більшість з яких складають однорідний комплекс, а також кілька уламків обрубаних чи потрощених кісток тварин, шматки вапняку, що розтріскався від перебування у вогні. На стоянці розщеплювався світлосірий напівпрозорий та темно-сірий плямистий кремінь жовняного походження, характерний для Трахтемирівського під Каневом родовища. Ступінь його патинізації різний: окремі предмети зовсім не патиновані, інші – вкриває легка блакитна чи блакитнувато-біла плямиста патина. Незначна частина виробів має змінену від перебування у полум’ї структуру. Типологічний набір виробів з кременю репрезентують спрацьовані двоплощадкові з прямими площадками нуклеуси і нуклеподібні уламки, відщепи, уламки та лусочки, широкі, середньоширокі і мікролітичні платівки, сколи та знаряддя. Серед останніх – порівняно високі округлі відщепові, підокруглі та кінцевобічні на уламках скребачки, кутові подвійні різці на відщепах, ретушовані відщепи, в т.ч. зі скобелеподібними виямками, ретушовані платівки, вкладень кукрецького типу, сегментоїдний мікролітичний виріб з підструганою спинкою. 
Хронологічна позиція комплексу виробів з кременю визначається в межах пізнього мезоліту – початку неоліту. Стоянка належить до кола пізньомезолітичних старожитностей кукрецького мисливсько-скотарського населення, рештки недовготривалих стійбищ якого відомі на передстепових ділянках межиріччя Ворскли і Псла.

## Населення
За переписом населення України 2001 року в селі мешкало 147 осіб.

### Мова
Розподіл населення за рідною мовою за даними перепису 2001 року:
| Мова            | Кількість | Відсоток |
| --------------- | --------- | -------- |
| українська      | 139       | 94.56%   |
| російська       | 5         | 3.40%    |
| білоруська      | 1         | 0.68%    |
| румунська       | 1         | 0.68%    |
| інші/не вказали | 1         | 0.68%    |
| Усього          | 147       | 100%     |

## Пам'ятники та визначні місця
Братська могила жертв голодомору (іст.). Розташована у східній частині сільського кладовища, неподалік кургану. Поховані односельчани, які померли від голоду 1932-1933 рр., та жителі навколишніх сіл і хуторів: Солонці, Верхні Лиходії, Нижні Лиходії, Прядки, Бужинські, Качалів. Поховання займає площу 10,0 х 6,0 м. Люди захоронені в траншеях. 
На початку 1990-х рр. на місці поховання встановлений дерев’яний хрест (висота 1,0 м), на кладовищі відбулася панахида по померлих від голоду 1932- 1933 рр. 
2007 р. встановлений бетонний хрест (1,22 х 0,6 м), в центрі якого – керамічна дошка (0,17 х 0,24 м) з пам’ятним написом: «Вічна пам’ять жертвам голодомору 1933 р.»